# 黎和里
25°01′04″N 121°33′29″E / 25.017745°N 121.557981°E
黎和里為台北市大安區六張犁地區的一個里，該里位於大安區東南方，下轄16鄰，人口約4521人。本里原屬之和平東路三段以北區域，於1990年3月12日里行政區域調整後改隸信義區黎安里，並合併部分黎忠里而形成現今區域，本里近八成為山坡地。

## 地理位置
東至：和平東路三段至莊敬隧道丘陵山區稜線與信義區黎安里為界
西至：富陽街與黎孝里為界
南至：莊敬隧道以南丘陵線與文山區為界
北至：和平東路三段富陽街六叉路口與信義區為界

## 環境
黎和里多屬山坡地形，環境清幽。原屬軍方彈藥庫已成為台北市第一座自然生態公園，另外多墓地設施，近年多已遷葬並規劃成黎和自然生態公園，整體發展集中於富陽街及臥龍街北側，南側部分山坡社區聚落較為老舊。

## 里內設施
- 文湖線麟光站
- 富陽自然生態公園
- 黎和自然生態公園
- 麟光公車總站
- 麟光新村
- 臥龍新村